# Alfenhard
Alfenhard ist ein Wohnplatz, der zur Stadt Lohmar im Rhein-Sieg-Kreis in Nordrhein-Westfalen gehört.

## Geographie
Alfenhard liegt im Osten des Stadtgebiets von Lohmar. Umliegende Ortschaften sind Höfferhof im Norden, Weeg, Hausdorp, Naafmühle und Bloch im Nordosten, Rengert (zu Neunkirchen-Seelscheid) im Osten, Grimberg im Süden, Naaferberg und Röttgen im Südwesten, Hausen im Westen und Nordwesten sowie Jüchen im Nordwesten.
Südlich von Alfenhard fließt der Naafbach, ein orographisch linker Nebenfluss der Agger.

## Geschichte
Im Jahre 1885 hatte Alfenhard sechs Einwohner, die in einem Haus lebten.
Bis 1969 gehörte Alfenhard zu der bis dahin eigenständigen Gemeinde Wahlscheid.

## Sehenswürdigkeiten
- Das Naturschutzgebiet Naafbachtal

## Verkehr
- Alfenhard liegt östlich der Kreisstraße K 34.